# Taxonomie van spinnen
Onderstaande taxonomie van spinnen geeft een indeling van de orde van spinnen tot en met het niveau van familie.
- Orde Araneae Clerck, 1757 -- 2 onderordes -- 

  - Onderorde Mesothelae Pocock, 1892 
    - Familie †Arthrolycosidae Frič, 1904
    - Familie †Arthromygalidae Petrunkevitch, 1923
    - Familie †Pyritaraneidae Petrunkevitch, 1953
    - Familie Liphistiidae Pocock, 1892

  - Onderorde Opisthothelae Pocock, 1892 
    - Opisthothelae incerate sedis
    - Infraorde Mygalomorphae Pocock, 1892 
      - Superfamilie Atypoidea Thorell, 1870 
        - Familie Atypidae Thorell, 1870
        - Familie Antrodiaetidae Gertsch in Comstock, 1940
        - Familie Mecicobothriidae Holmberg, 1882

      - Superfamilie Avicularoidea Simon, 1874 
        - Familie Hexathelidae Simon, 1892
        - Familie Dipluridae Simon, 1889
        - Familie Cyrtaucheniidae Simon, 1892
        - Familie Ctenizidae Thorell, 1887
        - Familie Idiopidae Simon, 1892
        - Familie Actinopodidae Simon, 1892
        - Familie Migidae Simon, 1892
        - Familie Nemesiidae Simon, 1892
        - Familie Microstigmatidae Roewer, 1942
        - Familie Barychelidae Simon, 1889
        - Familie Theraphosidae Thorell, 1870
        - Familie Paratropididae Simon, 1889

    - Infraorde Araneomorphae Smith, 1902 
      - Araneomorphae incertae sedis
      - Clade Paleocribellatae --1 familie --
        - Familie Hypochilidae Marx, 1888 (2 genera, 12 species)

      - Clade zonder naam
        - Superfamilie Austrochiloidea Zapfe, 1955 -- 2 families --
          - Familie Austrochilidae Zapfe, 1955
          - FamilieGradungulidae Forster, 1955

      - Clade Araneoclada Platnick, 1977 -- 107 families --
        - Clade Haplogynae Simon, 1893 -- 20 families --
          - Superfamilie Dysderoidea C. L. Koch, 1837 
            - Familie Segestriidae Simon, 1893
            - Familie Dysderidae C. L. Koch, 1837
            - Familie Oonopidae Simon, 1890
            - Familie Orsolobidae Cooke, 1965
            - Familie †Plumorsolidae Wunderlich, 2008

          - Superfamilie Pholcoidea C. L. Koch, 1851 
            - Familie Pholcidae C. L. Koch, 1851
            - Familie Plectreuridae Simon, 1893
            - Familie Diguetidae F. O. P.-Cambridge, 1899

          - Superfamilie Caponioidea Simon, 1890 
            - Familie Caponiidae Simon, 1890
            - Familie Tetrablemmidae O. P.-Cambridge, 1873

          - Superfamilie Scytodoidea Blackwall, 1864 
            - Familie Sicariidae Keyserling, 1880
            - Familie Scytodidae Blackwall, 1864
            - Familie Periegopidae Simon, 1893
            - Familie Drymusidae Simon, 1893

          - Superfamilie Leptonetoidea Simon, 1890 
            - Familie Ochyroceratidae Fage, 1912
            - Familie Leptonetidae Simon, 1890
            - Familie Telemidae Fage, 1913

          - Niet geplaatste families
            - Familie Filistatidae Ausserer, 1867
            - Familie †Praeterleptonetidae Wunderlich, 2008
            - Familie †Eopsilodercidae Wunderlich, 2008

        - Clade Entelegynae Simon, 1893 -- 87 families --
          - Superfamilie Palpimanoidea Thorell, 1870 
            - Familie incertae sedis
            - Familie Archaeidae C. L. Koch & Berendt, 1854
            - Familie Mecysmaucheniidae Simon, 1895
            - Familie Pararchaeidae Forster & Platnick, 1984
            - Familie Holarchaeidae Forster & Platnick, 1984
            - Familie Huttoniidae Simon, 1893
            - Familie Stenochilidae Thorell, 1873
            - Familie Palpimanidae Thorell, 1870
            - Familie †Micropalpimanidae Wunderlich, 2008
            - Familie †Lagonomegopidae Eskov & Wunderlich, 1995
            - Familie †Grandoculidae Penney, 2011
            - Familie †Spatiatoridae Petrunkevitch, 1942
            - Familie Malkaridae Davies, 1980
            - Familie Mimetidae Simon, 1881

          - Superfamilie Eresoidea C. L. Koch, 1851
            - Familie Eresidae C. L. Koch, 1851
            - Familie Oecobiidae Blackwall, 1862
            - Familie Hersiliidae Thorell, 1870

          - Niet geplaatste families
            - Familie †Burmascutidae Wunderlich, 2008
            - Familie †Salticoididae Wunderlich, 2008